# 구암정 (의성군)
구암정은 대한민국 경상북도 의성군 다인면 달제리 92에 있는 정자 건축물이다. 2013년 5월 28일 의성군의 문화유산 제20호로 지정되었다.

## 개요
구암정은 구암(龜巖) 신일화(辛日和)가 서식하면서 글을 가르치던 곳에 순조 1년(1801) 구암봉 곁에 작은 정자를 지은 것이라 한다.